# Rick Derringer
Rick Derringer (Ricky Dean Zehringer; Fort Recovery, Ohio, 5 de agosto de 1947-Ormond Beach, Florida, 26 de mayo de 2025) fue un músico y productor estadounidense, ganador de un premio Grammy. 

## Carrera artística
Inició su carrera en los años sesenta como músico de la banda The McCoys, los cuales tuvieron un sencillo en el número uno de las listas de éxitos titulado "Hang on Sloopy." Derringer decidió tocar blues, logrando un gran impacto con el sencillo de 1974 "Rock and Roll, Hoochie Koo". También ha trabajado con los hermanos Edgar y Johnny Winter, y con la banda Steely Dan.

## Discografía

### Rick Derringer
- All American Boy (1973)
- Spring Fever (1975)
- Guitars and Women (1979)
- Face to Face (1980)
- Good Dirty Fun (1983)
- Back to the Blues (1993)
- Electra Blues (1994)
- Tend the Fire (1997)
- Blues Deluxe (1998)
- Guitars and Women (1998)
- Jackhammer Blues (2000)
- Free Ride  (2002)
- Rockin' American (2007)
- Knighted by the Blues (2009)

### Derringer
- Derringer (1976)
- Sweet Evil (1977)
- If I Weren't So Romantic, I'd Shoot You (1978)
- Required Rocking (1996)

### DNA
- Party Tested (1983)

### DBA
- Doin' Business As Derringer Bogert Appice (2001)